# Европско првенство у атлетици у дворани 2013 — скок удаљ за жене
Такмичење у скоку удаљ у женској конкуренцији на Европском првенству у атлетици у дворани 2013. у Гетеборгу је одржано 1. и 2. марта, у спортској дворани Скандинавијум. Квалификације су одржане у преподневном програму првог дана у 10:05 часова, а финале сутрадан 2. марта, као прва дисциплина поподневног програма у 16:00.
Титулу освојену 2011. у Паризу, одбранила је Дарија Клишина из Русије.

## Земље учеснице
Учествовало је 18 такмичарки из 13 земаља.
| - Белорусија (1) - Италија (1) - Летонија (1) - Немачка (2) - Румунија (3) | - Русија (2) - Словачка (2) - Србија (1) - Турска (1) | - Уједињено Краљевство (1) - Украјина (1) - Француска (1) - Шведска (1) |

## Рекорди
| Рекорди пре почетка Европског првенства 2013. | Рекорди пре почетка Европског првенства 2013. | Рекорди пре почетка Европског првенства 2013. | Рекорди пре почетка Европског првенства 2013. | Рекорди пре почетка Европског првенства 2013. | Рекорди пре почетка Европског првенства 2013. |
| --------------------------------------------- | --------------------------------------------- | --------------------------------------------- | --------------------------------------------- | --------------------------------------------- | --------------------------------------------- |
| Светски рекорд                                | Хајке Дрекслер                                | Источна Немачка                               | 7,37                                          | Беч, Аустрија                                 | 13. фебруар 1988.                             |
| Европски рекорд                               | Хајке Дрекслер                                | Источна Немачка                               | 7,37                                          | Беч, Аустрија                                 | 13. фебруар 1988.                             |
| Рекорди европских првенстава                  | Хајке Дрекслер                                | Источна Немачка                               | 7,30                                          | Беч, Аустрија                                 | 5. март 1988.                                 |
| Најбољи светски резултат сезоне у дворани     | Олга Кучеренко                                | Русија                                        | 7,01                                          | Краснодар, Русија                             | 20. јануар 2013.                              |
| Најбољи европски резултат сезоне у дворани    | Олга Кучеренко                                | Русија                                        | 7,01                                          | Краснодар, Русија                             | 20. јануар 2013.                              |
| Рекорди после Европског првенства 2013.       |                                               |                                               |                                               |                                               |                                               |
| Најбољи светски резултат сезоне у дворани     | Дарија Клишина                                | Русија                                        | 7,01                                          | Гетеборг, Шведска                             | 2. март 2013.                                 |
| Најбољи европски резултат сезоне у дворани    | Дарија Клишина                                | Русија                                        | 7,01                                          | Гетеборг, Шведска                             | 2. март 2013.                                 |

### Најбољи европски резултати у 2013. години
Десет најбољих европских скакачица удаљ у дворани 2013. године пре почетка првенства (1. марта 2013), имале су следећи пласман на европској и светској ранг листи. (СРЛ)
| 1  | Олга Кучеренко Русија             | 7,00 | 20. јануар  | 1. СРЛ  |
| 2  | Елоаз Лезије Француска            | 6,81 | 2. фебруар  | 4. СРЛ  |
| 3  | Дарија Клишина Русија             | 6,80 | 3. фебруар  | 5. СРЛ  |
| 4  | Шара Проктор Уједињено Краљевство | 6,78 | 16. фебруар | 6. СРЛ  |
| 5  | Свјетлана Дењајева Русија         | 6,76 | 13. фебруар | 7. СРЛ  |
| 6  | Ивана Шпановић Србија             | 6,73 | 23. фебруар | 8. СРЛ  |
| 7  | Вероника Мосина Русија            | 6,68 | 24. јануар  | 9. СРЛ  |
| 8  | Оксана Жуковска Русија            | 6,68 | 25. јануар  | 10. СРЛ |
| 9  | Мелани Баушке Немачка             | 6,68 | 2. фебруар  | 11. СРЛ |
| 10 | Анастасија Мокњук Украјина        | 6,62 | 11. јануар  | 13. СРЛ |

Такмичарке чија су имена подебљана учествују на ЕП 2013.

## Сатница
| Датум         | Време | Коло          |
| ------------- | ----- | ------------- |
| 1. март 2013  | 10:05 | Квалификације |
| 2. март 2013. | 16:00 | Финале        |

## Освајачи медаља
|                       |                        |                      |
| Дарија Клишина Русија | Елоаз Лезије Француска | Ерика Јардер Шведска |

## Резултати

### Квалификације
Квалификациона норма за финале износила 6,65 метара.(КВ). Норму није прескочила ниједна од такмичарки, па су се свих осам у финале пласирале према резултату (кв).
| Место | Атлетичарка          | Земља                | ЛР   | ЛРС  | #1   | #2   | #3   | Резул. | Бел.  |
| ----- | -------------------- | -------------------- | ---- | ---- | ---- | ---- | ---- | ------ | ----- |
| 1.    | Дарија Клишина       | Русија               | 6,87 | 6,80 | 6,62 | 6,58 | -    | 6,62   | кв    |
| 2.    | Ерика Јардер         | Шведска              | 6,38 | 6,35 | х    | 6,61 | -    | 6,61   | кв ЛР |
| 2.    | Шара Проктор         | Уједињено Краљевство | 6,89 | 6,78 | 6,61 | -    | -    | 6,61   | кв    |
| 4.    | Елоаз Лезије         | Француска            | 6,84 | 6,81 | 6,60 | -    | -    | 6,60   | кв    |
| 5.    | Ивана Шпановић       | Србија               | 6,73 | 6,73 | 6,59 | -    | -    | 6,59   | кв    |
| 6.    | Олга Кучеренко       | Русија               | 7,00 | 7,00 | 6,48 | 6,42 | 6,54 | 6,54   | кв    |
| 7.    | Анастасија Мокњук    | Украјина             | 6,62 | 6,62 | 6,47 | 6,19 | 6,52 | 6,52   | кв    |
| 8.    | Корнелија Дејак      | Румунија             | 6,67 | 6,62 | х    | 6,42 | 6,52 | 6,52   | кв    |
| 9.    | Сватлана Дењајева    | Русија               | 6,76 | 6,76 | 5,74 | 6,44 | 6,50 | 6,50   |       |
| 10.   | Волга Сударава       | Белорусија           | 6,73 | 6,60 | 6,01 | 6,28 | 6,3  | 6,43   |       |
| 11.   | Алина Ротару         | Румунија             | 6,59 | 6,59 | 6,30 | 6,39 | 6,32 | 6,39   |       |
| 12.   | Renata Medgyesová    | Словачка             | 6,56 | 6,18 | 6,35 | 6,17 | 6,21 | 6,35   | ЛРС   |
| 13.   | Лаума Грива          | Летонија             | 6,53 | 6,41 | 6,26 | 6,18 | 6,34 | 6,34   |       |
| 14.   | Мелани Баушке        | Немачка              | 6,68 | 6,68 | 6,16 | 6,19 | 6,19 | 6,19   |       |
| 15.   | Јана Велдјакова      | Словачка             | 6,56 | 6,39 | х    | 6,17 | х    | 6,17   |       |
| 16.   | Штефани Вос          | Немачка              | 6,54 | 6,54 | х    | 6,12 | х    | 6,12   |       |
| 17.   | Флорентина Маринку   | Румунија             | 6,50 | 6,50 | х    | 5,98 | х    | 5,98   |       |
| 18.   | Севим Синмез Сербест | Турска               | 6,37 | 6,37 | х    | 5,97 | 5,81 | 5,97   |       |
| 19.   | Ђулија Либоа         | Италија              | 6,01 | 6,00 | х    | х    | 5,94 | 5,94   |       |

### Финале
| Место | Атлетичарка       | Земља                | #1   | #2   | #3   | #4   | #5   | #6   | Резултат | Белешка |
| ----- | ----------------- | -------------------- | ---- | ---- | ---- | ---- | ---- | ---- | -------- | ------- |
|       | Дарија Клишина    | Русија               | 7,01 | 6,83 | х    | 6,57 | 6,71 | х    | 7,01     | СРС ЛР  |
|       | Елоаз Лезије      | Француска            | 6,85 | х    | х    | 6,87 | 6,90 | х    | 6,90     | НР      |
|       | Ерика Јардер      | Шведска              | х    | 6,55 | х    | 6,56 | х    | 6,71 | 6,71     | ЛР      |
| 4.    | Шара Проктор      | Уједињено Краљевство | 6,68 | 6,54 | х    | 6,69 | 6,60 | х    | 6,69     |         |
| 5.    | Ивана Шпановић    | Србија               | X    | 6,48 | 6,62 | 6,38 | 6,44 | 6,68 | 6,68     |         |
| 6.    | Олга Кучеренко    | Русија               | 6,31 | 6,59 | 6,62 | х    | 6,44 | х    | 6,62     |         |
| 7.    | Корнелија Дејак   | Румунија             | 6,35 | 6,48 | 6,52 | 6,38 | 6,48 | 6,48 | 6,52     |         |
| 8.    | Анастасија Мокњук | Украјина             | х    | х    | х    | 6,19 | 6,43 | 6,46 | 6,46     |         |